# Андреев, Николай Гаврилович
Николай Гаврилович Андреев (1 октября 1900, с. Белый Ключ, Саратовская губерния — 9 февраля 1996, Москва) — советский учёный в области лугопастбищного хозяйства и кормопроизводства. Академик ВАСХНИЛ (1970).

## Биография
Окончил Саратовский сельскохозяйственный институт (1925). Преподаватель, помощник заведующего опытным полем Тимирязевского сельскохозяйственного техникума (1925—1930). Доцент (с 1944 профессор) кафедры «Луга и пастбища», директор Саратовского зооветеринарного института (1930—1941, 1944—1953).
Участник Великой Отечественной войны.
Заведующий кафедрой луговодства Московской сельскохозяйственной академии им. К. А. Тимирязева (с 1953).
Почётный президент Европейской федерации луговодов (1980).
Похоронен на Троекуровском кладбище.

## Семья
Сын — Лев (1931—2006) — советский и российский биолог, ботаник, специалист в области иммунологии и патологии растений, действительный член Российской академии наук (2000).

## Научная деятельность
Опубликовал 95 книг и брошюр (из них 11 монографий) по кормовому луговодству.
Доктор с.-х. наук (1944), профессор (1945), академик ВАСХНИЛ (1970).

### Избранные труды
Книги и учебные пособия:
- Использование сенокосов и пастбищ / Сарат. зоовет. ин-т. Обл. опыт. станция по животноводству. — Саратов: Сарат. обл. гос. изд-во, 1948. — 132 с.
- Костер безостый. — М.: Сельхозгиз, 1949. — 96 с.
  -  — 2-е изд. — М.: Сельхозгиз, 1960. — 112 с.
- Создание и использование культурных пастбищ / соавт.: И. П. Минина и др. — М.: Россельхозиздат, 1965. — 220 с.
- Луговое и полевое кормопроизводство. — М.: Колос, 1975. — 504 с.
- Культурные пастбища на орошаемых землях / соавт.: В. Бройнич и др. — М.: Колос, 1979. — 351 с.
- Дело всей жизни. — М.: Агропромиздат, 1987. — 159 с.
- Орошаемые культурные пастбища / соавт.: Р. А. Афанасьев и др. — 4-е изд., перераб. и доп. — М.: Агропромиздат, 1992. — 272 с.
- Луговодство: учеб. для студентов вузов по агрон. и зоовет. спец. / соавт.: В. А. Тюльдюков и др. — М.: Колос, 1995. — 415 с.

## Награды
- ордена «Знак Почёта» (1957), Трудового Красного Знамени (1965, 1972), Ленина (1970), Октябрьской Революции (1980)
- медали СССР
- Заслуженный деятель науки и техники РСФСР (1961)
- Государственная премия СССР (1976)